# Comitatul San Bernardino, California
Comitatul San Bernardino (engleză County of San Bernardino) este un comitat situat în partea de sud a statului California, și este situat în zona Inland Empire. După recensământul din 2010, populația era de 2.035.210 de locuitori, ceea o face cel de al cincilea comitat după densitate din California și al 14-lea cel mai populat din Statele Unite. Reședința este San Bernardino.
Cu o suprafață de 5210 km², comitatul San Bernardino este cel mai mare din Statele Unite, deși unele boroughs și census areas din Alaska sunt mai mari. Comitatul este aproape de mărimea Virginiei de Vest. Este mai mare decât cele patru state mai mici combinate și mai mult decât 70 națiuni suverane.